# Death on the Diamond
Death on the Diamond est un film américain réalisé par Edward Sedgwick et sorti en 1934.

## Synopsis
Un propriétaire de club de baseball recrute Larry Kelly, un jeune lanceur très prometteur de la ligue du Texas, pour son équipe de St. Louis Cardinal.

## Fiche technique
- Réalisation : Edward Sedgwick, assisté de John Waters
- Scénario : Harvey F. Thew, Joseph Sherman, d'après un roman de Cortland Fitzsimmons[1]
- Producteur : Lucien Hubbard
- Production : Metro-Goldwyn-Mayer
- Musique : William Axt
- Montage : Frank Sullivan
- Durée : 69–72 minutes
- Date de sortie :
  - États-Unis : 14 septembre 1934

## Distribution
- Robert Young : Larry Kelly
- Madge Evans : Frances Clark
- Nat Pendleton : Larry "Truck" Hogan
- Ted Healy : Terry "Crawfish" O'Toole
- C. Henry Gordon : Joseph Karnes
- Paul Kelly : Jimmie Downey
- David Landau : Pop Clark
- DeWitt Jennings : Mr. Patterson
- Edward Brophy : Police Sgt. Grogan
- Willard Robertson : Police Lt. Luke Cato
- Mickey Rooney : Mickey
- Robert Livingston : Frank "Higgie" Higgins
- Joe Sawyer : Duncan "Dunk" Spencer
- James Ellison